# Heidenschap (Midden-Groningen)
Heidenschap is een buurtschap en een voormalig kerspel in de gemeente Midden-Groningen in de provincie Groningen. 
Heidenschap behoorde vanouds tot de landstreek Duurswold. Het ligt deels langs het Slochterdiep, deels ten noorden van dat diep, direct ten oosten van het Eemskanaal.

## Geschiedenis
De naam Heidenschap is mogelijk afgeleid van het Oud-Friese hêder, hetgeen veehoeder betekent. Heidenschap zou dan dus veehoederij betekenen.
Heidenschap ontstond als een hoogveenontginning in een vrij laat in cultuur gebrachte hoek land tussen Harkstede en Garmerwolde. De oudste vermelding dateert uit 1419, wanneer er land in der heydense by Damster vaert wordt verkocht. In 1459 wordt het erve Wildeweer in Upheydenze genoemd, in 1465 landerijen inde heydenscap. De noordpunt van het voormalige dorp wordt gevormd door een oude oeverwal; de boerderij 'Rietboor' (Eemskanaal Zuidzijde 15) is gebouwd op een huiswierde. Bij het vroegere dorp liggen nog eens vier huiswierden, die tot de zuidelijkste van de provincie Groningen behoren.
Heidenschap is ooit een kerkdorp geweest, maar de parochie van Hydense gold al omstreeks 1475 als vacant. De inwoners hadden erg te lijden onder de lage ligging van hun landerijen, waardoor het hun zwaar viel de kerk te onderhouden. De parochierechten werden vóór 1500 geïncorporeerd bij het Sint-Geertruids- of Pepergasthuis te Groningen, dat hier veel grond verwierf. De priester van het gasthuis fungeerde mogelijk als dorpspastoor. Sinds het midden van de 16e eeuw was de parochie weer vacant. De kerk was al in 1589 een bouwval. De inwoners stemden er omstreeks 1604 mee in dat hun dorpsgebied bij de parochie Garmerwolde werd gevoegd.
Bij de invoering van gemeenten in Nederland werd Heidenschap deel van de gemeente Ten Boer. Na de verbreding van het Eemskanaal in 1963, waarbij het aantal bruggen werd beperkt, kwam Heidenschap nogal geïsoleerd te liggen ten opzichte van Ten Boer. Daarom werd besloten het kanaal tot gemeentegrens te maken. Heidenschap werd daardoor een deel van de gemeente Slochteren (nu gemeente Midden-Groningen).